# Pellobunus camburalesi
Pellobunus camburalesi is een hooiwagen uit de familie Samoidae.